# Grazia Volpi
Grazia Volpi (Pontedera, 1941. március 29. – Viareggio, 2020. február 7.) olasz filmproducer.

## Filmjei
- A csalétek (Il sospetto) (1975)
- La donna della luna (1988)
- Éjszakai nap (Il sole anche di notte) (1990, executive producer)
- Fiorile (1993)
- Államtitok (Segreto di stato) (1995)
- Vonzások és választások (Le affinità elettive) (1996)
- Köszönök mindent (Grazie di tutto) (1998)
- Te nevetsz (Tu ridi) (1998)
- Nyílt tenger (Mare largo) (1998)
- Rosa és Cornélia (Rosa e Cornelia) (2000)
- Feltámadás (Resurrezione) (2001, tv-film)
- Pacsirtavár (La masseria delle allodole) (2007)
- De Luca felügyelő (Il commissario De Luca) (2008, egy epizód)
- Il padre e lo straniero (2011)
- Cézárnak meg kell halnia (Cesare deve morire) (2012)
- Csodálatos Boccaccio (Maraviglioso Boccaccio) (2015, associate producer)